# Tideswell
Tideswell is een civil parish in het bestuurlijke gebied Derbyshire Dales, in het Engelse graafschap Derbyshire. De plaats telt 1827 inwoners.